# Торп (Вашингтон)
Торп (енгл. Thorp) насељено је место без административног статуса у америчкој савезној држави Вашингтон.

## Демографија
По попису из 2010. године број становника је 240, што је 33 (-12,1%) становника мање него 2000. године.
| Група             | 2000.       | 2010.       |
| Белци             | 253 (92,7%) | 224 (93,3%) |
| Афроамериканци    | 0 (0,0%)    | 1 (0,4%)    |
| Азијати           | 0 (0,0%)    | 3 (1,3%)    |
| Хиспаноамериканци | 6 (2,2%)    | 4 (1,7%)    |
| Укупно            | 273         | 240         |